# Jacob Martin Bing
Jacob Martin Bing (15. april 1833 i København – 8. december 1903) var en dansk erhvervsmand og etatsråd.

## Karriere
Han var søn af Meyer Herman Bing. Jacob Martin Bing havde taget en del af sin uddannelse i Frankrig for at kunne indgå i sin fader og farfaders bog- og papirhandel H.I. Bing & Søn i København.
Hans fader og farbroder havde grundlagt porcelænsfabrikken Bing & Grøndahl, som hans fætter videreførte. Selv overtog han H.I. Bing & Søn, og da hans sønner ikke ville føre etablissementet videre, lukkede han det og fortsatte som grosserer. 
28. juli 1894 blev han Ridder af Dannebrog og 15. april 1903 Dannebrogsmand.
Han erhvervede i 1890 landstedet Havslunde i Springforbi. Huset blev nedrevet 1965 som led i Springforbiplanen.
Han er begravet på Mosaisk Vestre Begravelsesplads.

## Familie
7. september 1858 ægtede han i Göteborg Amalia Warburg (11. oktober 1837 i Göteborg – 1916).
Børn:
1. Anna Sophie Bing (28. september 1861 i København – 14. januar 1936 i London) oo Lionel Michael Simonsen
2. Agnes Louise Bing (1. august 1863 i København – 20. juli 1936 i København) oo ingeniør Jacob Frederik Meyer (1849-1905)
3. Carrie Amalia Bing (30. juli 1866 i København – 18. oktober 1943 i København) oo Valdemar Henriques
4. Olga Betzy Bing (23. november 1869 i København – 22. februar 1947 i København) oo Georg Seth Bendix
5. Herman Jacob Bing (1871-1966)
6. Otto Michael Bing (16. februar 1874 i København – 22. juli 1951) oo Gerda Sara Hirsch